# Antarktische Scheinbuche
Die Antarktische Scheinbuche (Nothofagus antarctica), auch Antarktische Südbuche oder Pfennigbuche genannt, ist eine sommergrüne laubabwerfende Laubbaum-Art aus der Gattung der Scheinbuchen (Nothofagus) in der Familie der Scheinbuchengewächse (Nothofagaceae) innerhalb der Ordnung der Buchenartigen (Fagales).

## Beschreibung

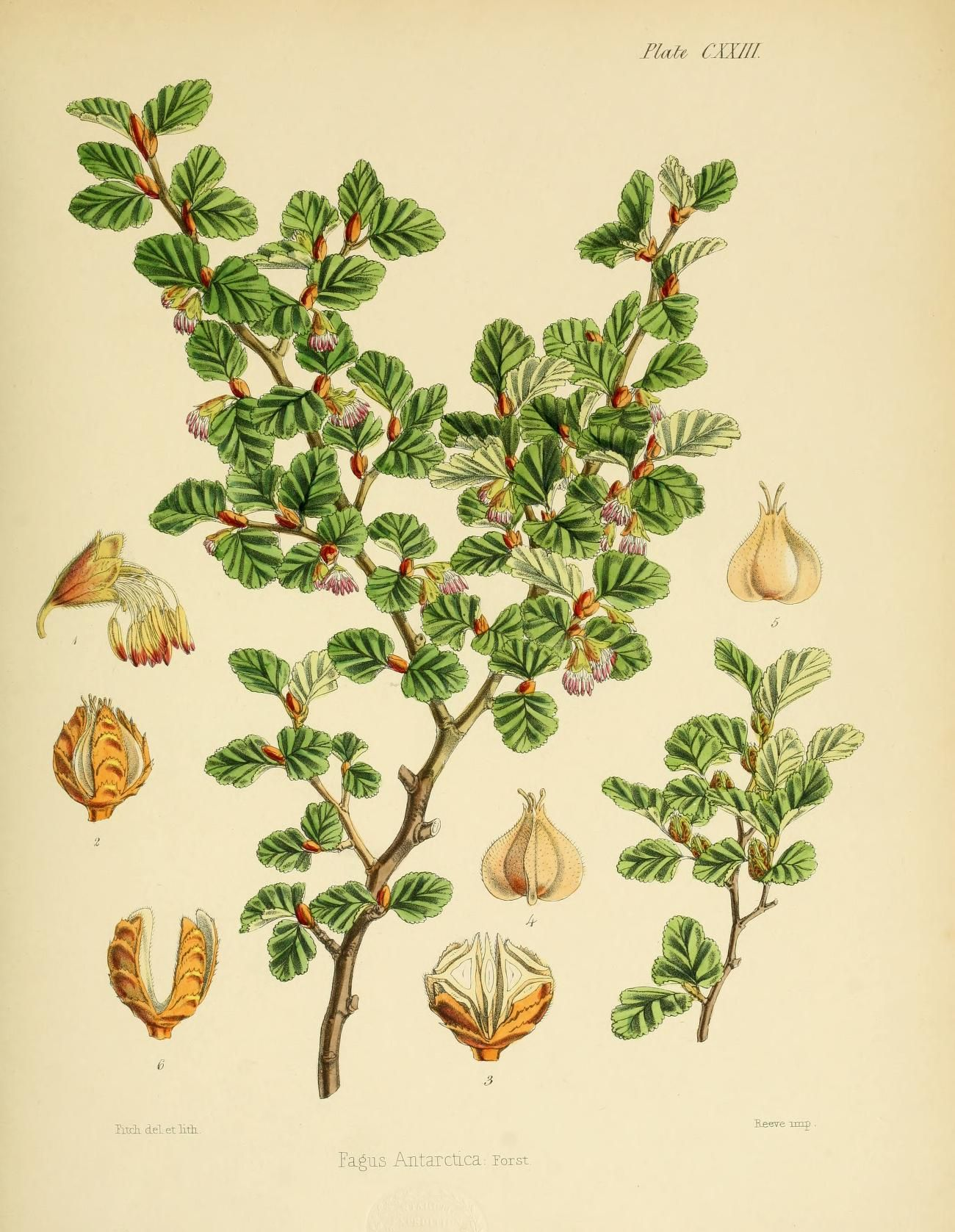
Illustration aus Hooker 1844, Tafel CXXIII

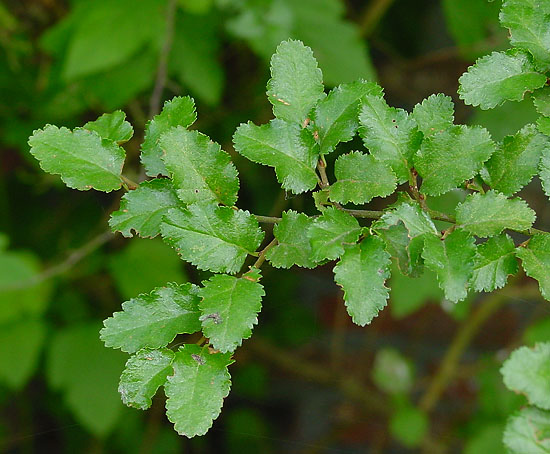
Zweig mit Laubblättern

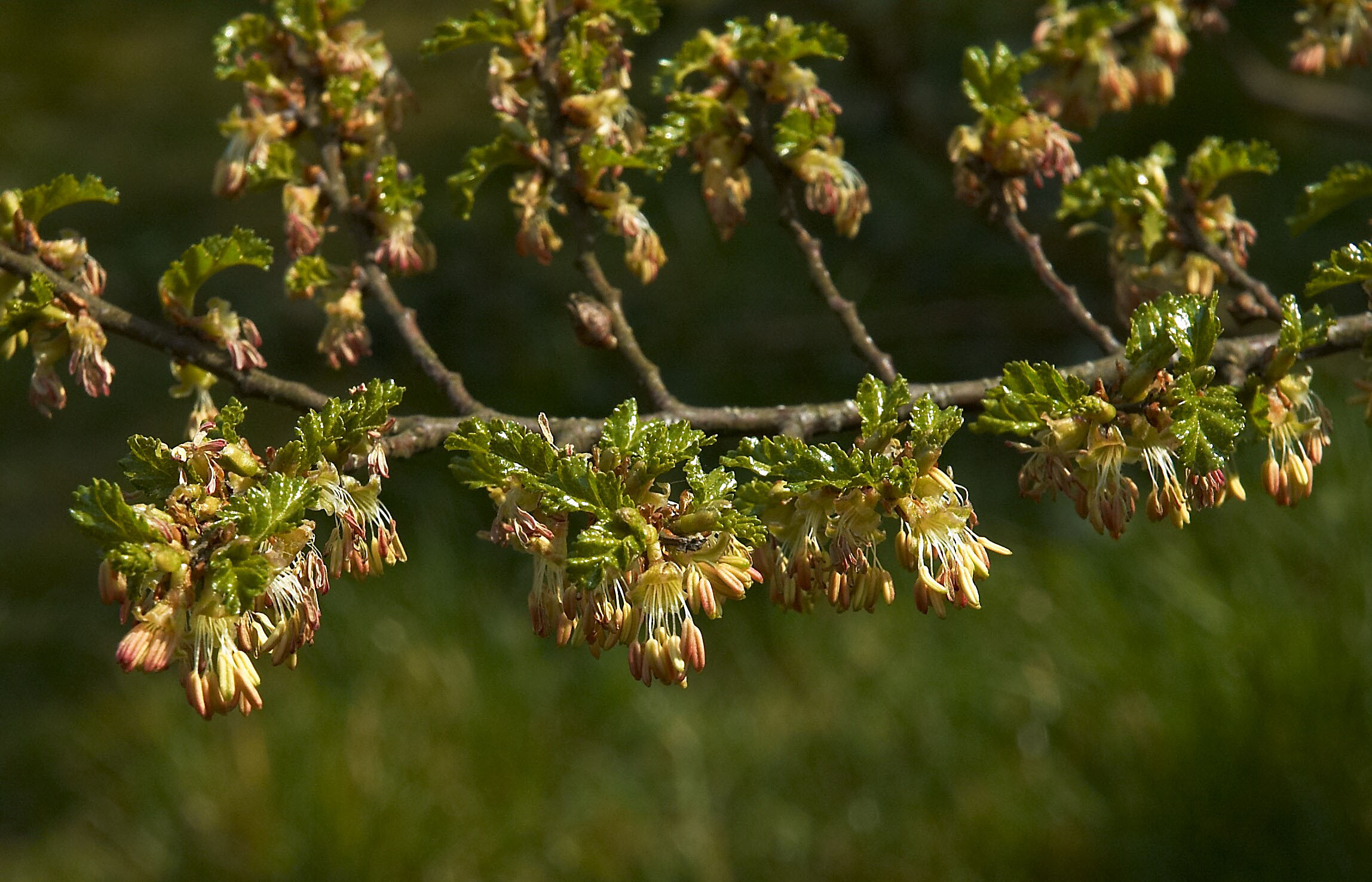
Zweig mit männlichen Blüten

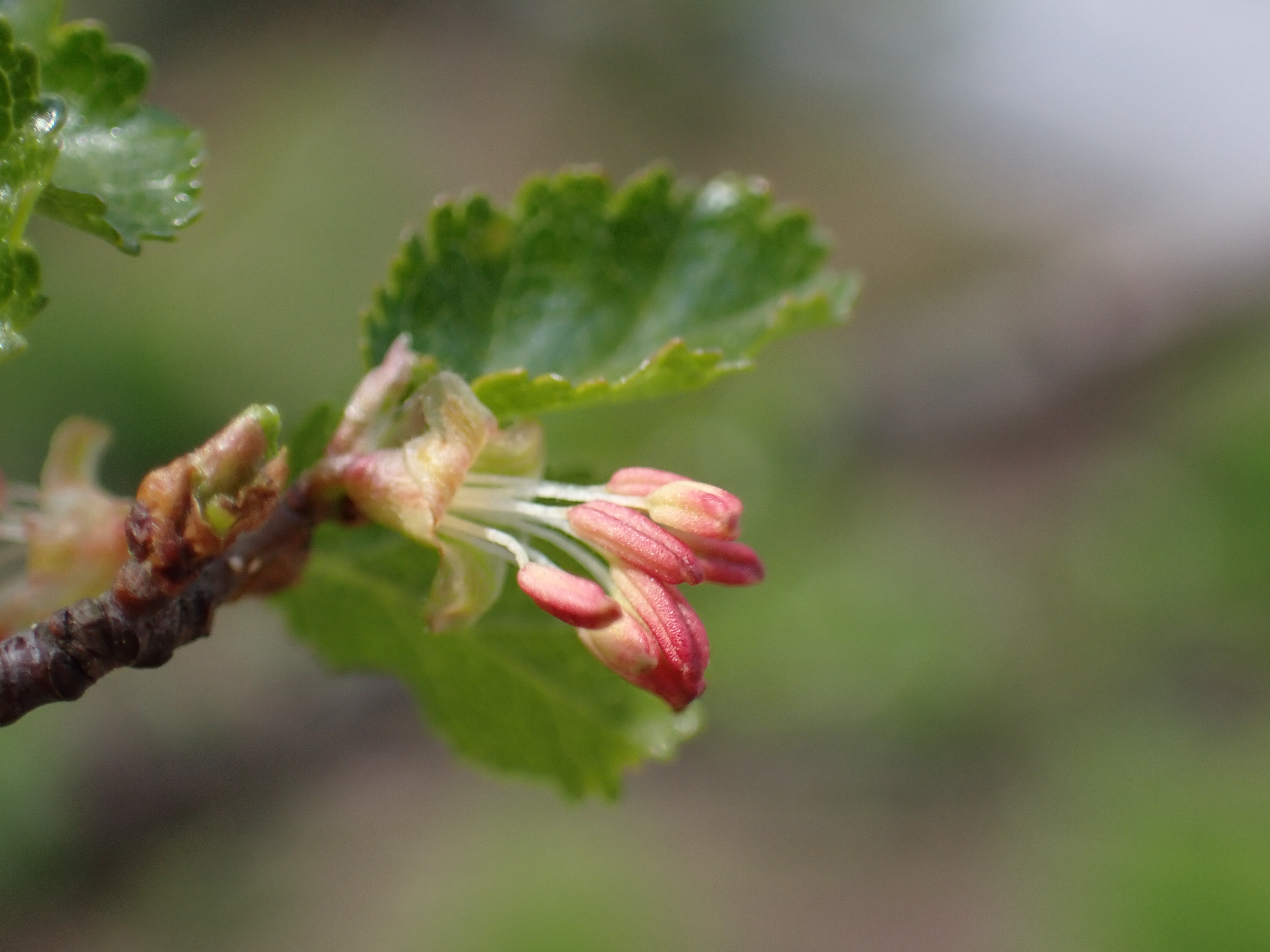
Männliche Blüte

### Vegetative Merkmale
Die laubabwerfende Antarktische Scheinbuche ist ein meist aufrechter, oft mehrstämmiger Baum und erreicht Wuchshöhen von bis über 25 Meter. Die Baumkrone ist offen und unregelmäßig. Die Borke ist mit auffälligen Korkporenbändern besetzt. Die Zweige sind fischgrätenartig angeordnet und die Rinde ist mit hellen Korkporen besetzt. Die Rinde junger Zweige ist kahl, grün und an der Oberseite rötlich. Manchmal wächst sie aber nur als kleiner Strauch.
Die wechselständig, zweizeilig und sehr dicht an den Zweigen angeordneten Laubblätter sind in Blattstiel und -spreite gegliedert. Die einfache, dünne, leicht ledrige, oft wellige Blattspreite ist bei einer Länge von 1,5 bis 3 Zentimetern eiförmig bis dreieckig mit gestutzter bis leicht herzförmiger, oft ungleicher Spreitenbasis und meist stumpfem oberen Ende. Der Blattrand ist grob und unregelmäßig gezähnt, gekerbt. Es sind vier bis sechs Nervenpaare vorhanden. Die Blattoberseite ist glänzend dunkelgrün und fast kahl, die hellere Unterseite ist am Mittelnerv etwas behaart. Es sind meist abfallende, schildförmige Nebenblätter vorhanden.

### Generative Merkmale
Die Antarktische Scheinbuche ist einhäusig gemischtgeschlechtig (monözisch). Die eingeschlechtlichen Blüten erscheinen achselständig. Die kurz gestielten, männlichen Blüten mit becherförmigem, 5–6-teiligem, grünlichen bis strohfarbenen Perianth und einigen bis vielen, etwas vorstehenden Staubblättern mit gelben bis rötlichen Antheren, erscheinen meist einzeln. Eine zwei- und zwei dreizählige und sitzende, weibliche Blüten, mit zwei- oder drei kurzen Griffeln, erscheinen bis zu dritt in einem Dichasium an bewimperten Deckblättern. Eine dreizählige Blüte kann fehlen oder ist reduziert.
Die geflügelten und eiförmigen, etwa 4 Millimeter langen Früchte, Nüsse, stehen bis zu dritt in einem ledrigen, vierlappigen, schuppigen und leicht behaarten, klebrigen Fruchtbecher.
Die Chromosomenzahl beträgt 2n = 26.

## Vorkommen
Die Antarktische Scheinbuche kommt im südlichen Argentinien und im zentralen und südlichen Chile vor. Dort wächst sie in kühlfeuchten Wäldern auf durchlässigen, frischen bis feuchten, sauren bis neutralen, sandigen bis sandig-humosen, mäßig nährstoffreichen Böden. Sie gedeiht am besten an sonnigen Standorten und ist wärmeliebend sowie nur mäßig frosthart.

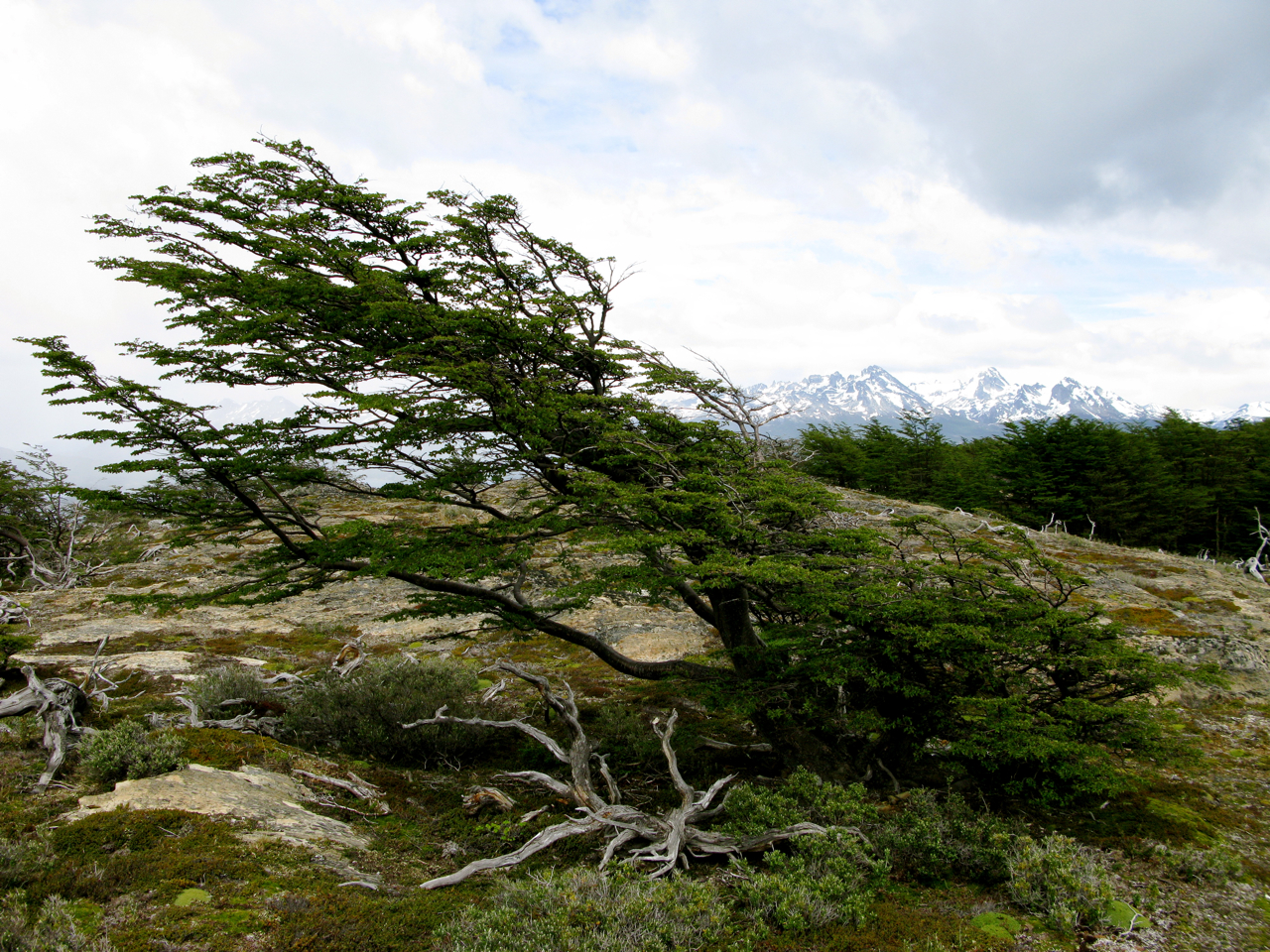
Wirkung des Windes auf den Wuchs der Antarktischen Scheinbuche im Nationalpark Tierra del Fuego

## Systematik und Forschungsgeschichte
Die Art Antarktische Scheinbuche (Nothofagus antarctica) gehört zur Untergattung Nothofagus aus der Gattung der Scheinbuchen (Nothofagus). Die Gattung Nothofagus ist die einzige Gattung der (daher monogenerischen) Familie Nothofagaceae. Die Erstveröffentlichung erfolgte 1789 unter dem Namen (Basionym) Fagus antarctica durch Forster. Die Neukombination zu Nothofagus antarctica (G.Forst.) Oerst. wurde 1871 durch Oersted veröffentlicht.
Neben der Typusart wird die Varietät Nothofagus antarctica var. uliginosa A.DC. unterschieden, deren Blätter auf beiden Seiten kurz, fein und aufrechtstehend behaart sind.
Das Artepitheton antarctica stammt aus dem lateinischen und bedeutet „südlich“. Es verweist auf das Vorkommen auf der südlichen Erdhalbkugel. (Das lateinische Wort „antarcticus“ ist also nicht deckungsgleich mit dem deutschen Ausdruck „antarktisch“, welches nur das Gebiet südlich des südlichen Polarkreises beschreibt.)

## Verwendung
Die Antarktische Scheinbuche wird als Zierpflanze verwendet.